# Пешендорф
Пешендорф (њем. Pöschendorf) општина је у њемачкој савезној држави Шлезвиг-Холштајн. Једно је од 112 општинских средишта округа Штајнбург. Према процјени из 2010. у општини је живјело 256 становника. Посједује регионалну шифру (AGS) 1061085.

## Географски и демографски подаци
Пешендорф се налази у савезној држави Шлезвиг-Холштајн у округу Штајнбург. Општина се налази на надморској висини од 23 метра. Површина општине износи 6,1 km². У самом мјесту је, према процјени из 2010. године, живјело 256 становника. Просјечна густина становништва износи 42 становника/km².